# David Pratt
David Pratt, född 3 januari 1955, är en kanadensisk politiker. Han var medlem av parlamentet för Nepean—Carleton, en valkrets i sydöstra Ottawa, från 1997 till och med 2004. Han var ordförande för försvars- och veteranutskottet (engelska: Standing Committee on National Defence and Veterans Affairs) mellan 2001 och 2003 samt agerade som speciellt sändebud åt utrikesministern gällande Sierra Leone. 
Pratt tjänstgjorde som Kanadas trettiosjätte försvarsminister från och med 12 december 2003 till och med 19 juli 2004. I valet 2004 förlorade han sin parlamentsplats till en konservativ kandidat, vilket ledde till att han slutade som försvarsminister en månad senare. Efter valförlusten blev han utsedd till rådgivare och speciell ambassadör för kanadensiska Röda Korset. Han arbetar för ögonblicket inom områdena konfliktprevention och folkrätt.